# Flottweg
Flottweg (Flottweg SE) — немецкий производитель оборудования для центробежного разделения жидких неоднородных систем. Головной офис компании расположен в г. Фильсбибург, Бавария. Flottweg разрабатывает и производит декантерные центрифуги, сепараторы и ленточные прессы. Flottweg имеет собственные филиалы и сервисные центры в США, Китае, России, Италии, Польше, Франции, Австралии, Мексике и Канаде.

## История
В 1910 году Густав Отто основал фирму Otto-Flugzeugwerke. Впоследствии она была поглощена фирмой  „Bayerische Flugzeugwerke“, из которой потом была основана Bayerische Motoren Werke (BMW).
В 1916 году Отто начинает заниматься производством велосипедов с мотором под маркой "Flottweg".
В 1932 году Георг Брукмайер получает права на марку "Flottweg" и основывает компанию "Flottweg-Motoren-Werke", занимающуюся производством и продажей мотоциклов и авиамоторов.
В 1953 году фирма Flottweg начинает заниматься разработкой и производством оборудования для разделения жидких и твёрдых сред. Выпущена первая декантерная центрифуга Flottweg модели DECANTER Z1, которая была поставлена на завод BASF.
В 1966 году в конструкцию был добавлен импеллер, позволяющий регулировать линию разделения жидкостей в процессе работы декантера, что имеет особое практическое применение в сфере производства оливкового масла.
В 1998 году Flottweg приобрёл итальянскую фирму по производству сепараторов Veronesi. В том же году Flottweg начал разработку и производство сепараторов на собственном заводе в Фильсбибурге.
С 2014 года акции компании разделены между тремя фондами, что предотвращает частичную продажу акций или поглощение.

## Оборудование
Декантер
Декантерные центрифуги применяются для непрерывного разделения твёрдой и жидкой фазы, осветления жидкой фазы и. т.д.
Типичные сферы применения
- обезвоживание и сгущение осадка сточных вод на муниципальных и промышленных очистных сооружениях
- извлечение и переработка сырья растительного и животного происхождения (кулинарные жиры, масла, крахмал, протеины)
- производство напитков (фруктовые и овощные соки, пиво, вино)
- переработка и обезвоживание шламов из горнодобывающей и металлургической промышленности
- возобновляемая энергия: получение биодизеля и биоэтанола
- спиртовое производство: сепарация барды[4]

Седикантер
Данный тип центрифуги применяется для обработки мягкого, текучего осадка с трудноосаждаемой твёрдой фазой. Совмещает в себе преимущества декантера и сепаратора.
Типичные сферы применения
- извлечение биомассы (дрожжевых клеток, бактерий) из ферментативных бульонов
- переработка растительных протеинов, например, из сои[5]
- извлечение сусла из пивной дробины

Трикантер
Данный тип машины позволяет за одну технологическую стадию провести разделение суспензии на три фазы: две жидкие фазы разной плотности и одну твёрдую фазу. Конфигурация сходна с декантером, характерное отличие заключается в принципе отвода двух жидких фаз.
Типичные сферы применения
- переработка масло- или нефтесодержащих шламов
- переработка жиров и масел животного или растительного происхождения
- отделение крахмала и глютена

Сепаратор
Сепараторы с саморазгружающимся барабаном применяются для осветления жидкостей или для разделения двух несмешивающихся жидкостей при одновременном отделении взвешенных веществ.
Типичные сферы применения
- производство напитков
- пищевая промышленность
- химическая и фармацевтическая промышленность
- переработка жиров и масел животного и растительного происхождения
- переработка минеральных масел

Сортикантер
Данная центрифуга предназначена для непрерывной сепарации твёрдых веществ разной плотности из жидкости. Одна твёрдая фаза при этом должна иметь более высокую, а вторая твёрдая фаза более низкую плотность по отношению к жидкости.
Типичные сферы применения
- переработка пластиковых отходов
- разделение суспензий с выделением всплывающей и осаждающейся твёрдой фазы из жидкости, чьё значение плотности лежит между плотностями данных твёрдых фаз

Ленточный пресс
Ленточные пресса применяются для непрерывного процесса выделения жидкостей из смесей жидких и твёрдых сред.
Типичные сферы применения
- получение овощных и фруктовых соков
- обезвоживание пивной дробины
- переработка водорослей, растительных экстрактов
- обработка кофейной гущи

## Flottweg в России
Компания работает на российском рынке с 1987 года. С 2011 года существует российская дочерняя компания ООО "Флоттвег Москау". Компания базируется в городе Химки. В структуру входит офис продаж, сервисная служба, склад запасных частей, исследовательский центр.